# Lobsang Gyatso (moine)
Pour les articles homonymes, voir Lobsang Gyatso (homonymie).
Lobsang Gyatso (1928-1997) est un moine et un guéshé tibétain qui a fondé l'Institut de dialectique bouddhiste en Inde, il en fut le directeur.

## Biographie

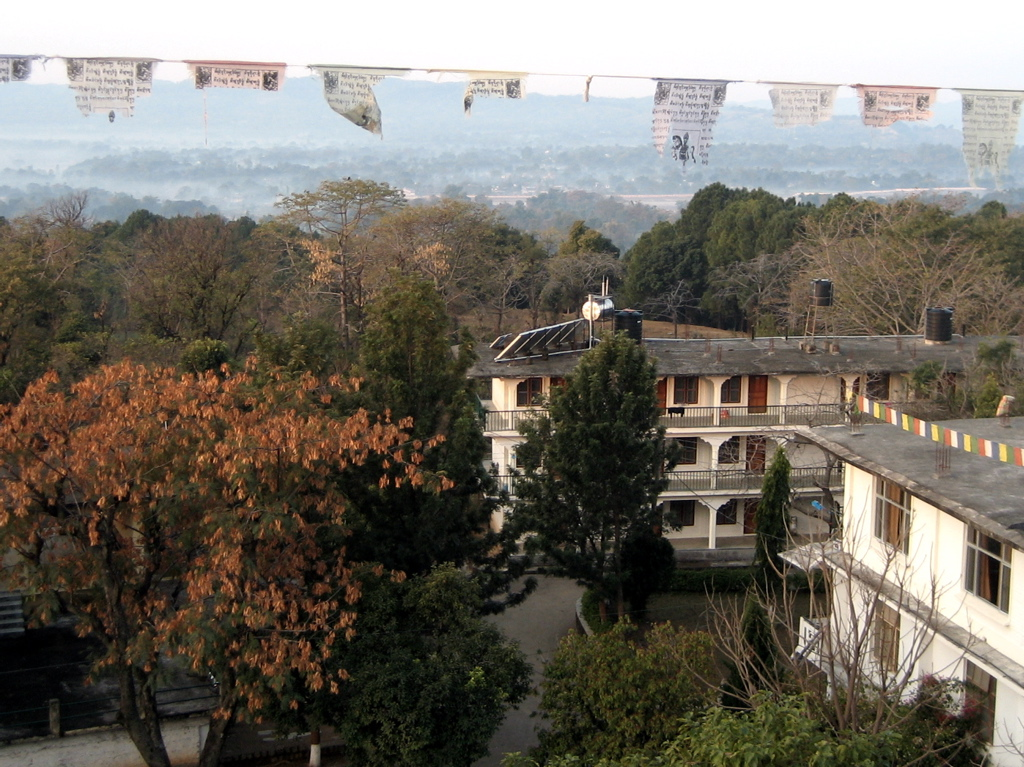
L'Institut de dialectique bouddhiste à Dharamsala.

Lobsang Gyatso est né au Tibet dans le Kham en 1928. Il est devenu moine à l'âge de 11 ans. Il s'est rendu au monastère de Drépung pour y étudier. Près de dix ans après l'invasion chinoise du Tibet, il a dû fuir son pays au moment du soulèvement tibétain de 1959.
Il a fondé en 1973 à Dharamsala l'Institut de dialectique bouddhiste et le College for Higher Tibetan Studies en 1991 à Sarah, deux institutions éducatives à but non lucratif.
Il est l'auteur de plusieurs ouvrages en tibétain qui furent traduits dans plusieurs langues.

## Mort par assassinat
Le 4 février 1997, Lobsang Gyatso et deux de ses élèves ont été assassinés de plusieurs coups de couteaux à Dharamsala,,. Selon un article publié par le  Philadelphia Inquirer, l’enquête de la police indienne et du ministère de la sécurité tibétain a duré 10 mois. Ils disent que le complot du meurtre s’est amorcé fin janvier 1997, quand au moins quatre hommes ont suivi Lobsang Gyatso de New Delhi à Dharmsala. Ces hommes, dont certains étaient des moines, ont pris des chambres à l'hôtel Kanga, retrouvant deux autres suspects. En fin d'après midi le 4 février, les suspects ont quitté l'hôtel et 4 d'entre eux ont pris des taxis. Peu avant 19h, la plupart des moines de Namgyal regardaient un film, tandis que Lobsang Gyatso et 2 de ses étudiants traduisaient des écritures tibétaines en anglais. Les meurtriers ont égorgé et poignardé 16 fois Lobsang Gyatso. Les 2 étudiants – dont les paumes des mains lacérées indiquaient une lutte – furent poignardés à 9 reprises. Les agresseurs, qui n'ont pas volé d'argent ou de statues de valeur, se seraient enfuis en taxis vers 20 h, sans que le chauffeur ne voit ni sang et ni arme, et conduits à 250 km. Ils auraient atteint Lhassa au Tibet, où ils auraient été arrêtés pour une autre raison par les autorités tibéto-chinoises, en possession d’une très importante somme d’argent en roupies indiennes et dollars américains, et furent relâchés.
Selon un article du Newsweek de 1997, la police indienne attribuait les faits à des pratiquants de la secte Dorjé Shougdèn sans que ces allégations n'aient pu être prouvées.
Dix ans après les trois meurtres, en juin 2007, Interpol a publié une Notice rouge (mandat d'arrêt international)  concernant deux des 5 personnes soupçonnées d'être impliquées dans cette affaire.
Selon Lama Tseta, un ancien adepte du mouvement Shougdèn, ce mouvement complota pour le tuer ainsi que quatre autres personnes dont le dalaï-lama.

## Réincarnation
En 2006, un enfant de 9 ans nommé Tulku Tsenyi Khentrul Tenzin Tseten Rinpoché a été reconnu comme la réincarnation de Lobsang Gyatso par le Dalaï Lama.

## Ouvrages
- Les quatre nobles vérités, traduit [du tibétain] en anglais par Sherab Gyatso ; de l'anglais par Bernard Dubant. - Paris : Éd. Véga, 2007, Titre original : The four noble truths. - Glossaire. Index. - DLE-20070509-23196. - 294.342 (21) . -   (ISBN 978-2-85829-476-3)
- The Four Noble Truths, Snow Lion Publications, 1994,  (ISBN 1559390271)
- Memoirs of a Tibetan Lama, Snow Lion Publications, 1998,  (ISBN 1559390972)
- Bodhicitta: Cultivating the Compassionate Mind of Enlightenment, Snow Lion Publications, 1997,  (ISBN 1559390700)
- Harmony of Emptiness and Dependent-Arising, Paljor Publications, (LTWA) India, 1992,  (ISBN 818510283X)